# 忠义桥
忠义桥位于中华人民共和国浙江省杭州市西湖区留下街道，东西横跨西溪河，建于南宋嘉定戊寅年（1218年），是杭州市区唯一的宋代桥梁原物，也是杭州现存最古老的石拱桥。相传为孙侯为了纪念兄弟情谊而修造。
桥长15.2米，宽3.65米，拱跨8米，矢高3.2米。桥面铺设长青石，东西有十多级台阶。
2005年3月，上升为浙江省文物保护单位。2019年被列入第八批全国重点文物保护单位。